# Johannes Dale-Skjevdal
Johannes Dale-Skjevdal (* 23. Mai 1997 in Lørenskog als Johannes Dale) ist ein norwegischer Biathlet. Seit seinem Debüt im Weltcup 2018 erreichte er dort mehrere Podiumsergebnisse und feierte im Dezember 2020 seinen ersten Sieg in einem Einzelrennen. Bei den Weltmeisterschaften 2020 und 2021 gewann er insgesamt drei Medaillen. Nach schwächeren Leistungen im Winter 2021/22 wurde Dale zwischenzeitlich in den norwegischen B-Kader herabgestuft, etablierte sich aber in der Folgesaison wieder in der ersten Mannschaft.

## Karriere

### Anfänge und Aufstieg in den Weltcup (bis 2019)
Johannes Dale-Skjevdal ist der Sohn von Jo Dale, der bei den Biathlon-Juniorenweltmeisterschaften 1991 zwei Bronzemedaillen gewann. Unter der Anleitung seines Vaters begann Dale-Skjevdal im Alter von zehn Jahren selbst mit dem Biathlontraining beim lokalen, in Fetsund angesiedelten Fet SSK. Mit 16 Jahren zog er nach Geilo und besuchte die dortige Elitesportschule (Norges Toppidrettsgymnas, NTG Geilo). Nach dem Schulabschluss wurde er in die von Arild Askestad betreute Junioren-Nationalmannschaft aufgenommen. Seine ersten internationalen Rennen bestritt er 2017 bei den Juniorenweltmeisterschaften in der Slowakei. Gemeinsam mit Dag Sander Bjørndalen, Aleksander Fjeld Andersen und Sindre Pettersen gewann er im Staffelrennen die Silbermedaille. Bei den Juniorenweltmeisterschaften 2018 folgte – gemeinsam mit Sivert Guttorm Bakken, Endre Strømsheim und Sturla Holm Lægreid – erneut Silber im Staffelrennen sowie die Bronzemedaille im Verfolgungsrennen.
Am Ende seiner Juniorenlaufbahn wurde Dale-Skjevdal in das norwegische Entwicklungsteam, den zweiten Kader, aufgenommen und trainierte bei Anders Hennum. Nachdem er im Dezember 2018 beide Einzelrennen des IBU-Cups in Ridnaun gewonnen hatte, verstärkte er in Nové Město na Moravě erstmals die norwegische Weltcup-Mannschaft und erreichte mit einem 15. Platz im Sprint und einem 28. Platz in der Verfolgung in seinen ersten Rennen auf Anhieb die Punkteränge. Nach mehreren Einsätzen im zweitklassigen IBU-Cup mit vier Podiumsplatzierungen nahm er im Februar 2019 an den Weltcuprennen in Übersee teil, wo er in Soldier Hollow mit einem zehnten Platz im Sprint zum ersten Mal eine Top-10-Platzierung erreichte. Im folgenden Verfolgungsrennen wurde er Elfter. Bei weiteren Starts im IBU-Cup gewann er unter anderem einen Monat später in Martell zum dritten Mal einen Wettkampf dieser Serie. Als besten Weltcupdebütanten des Jahres zeichnete die Internationale Biathlon-Union (IBU) Dale-Skjevdal zum Abschluss der Saison 2018/19 als Rookie of the Year aus.

### WM-Medaillen und Rückstufung aus dem A-Kader (2019 bis 2022)

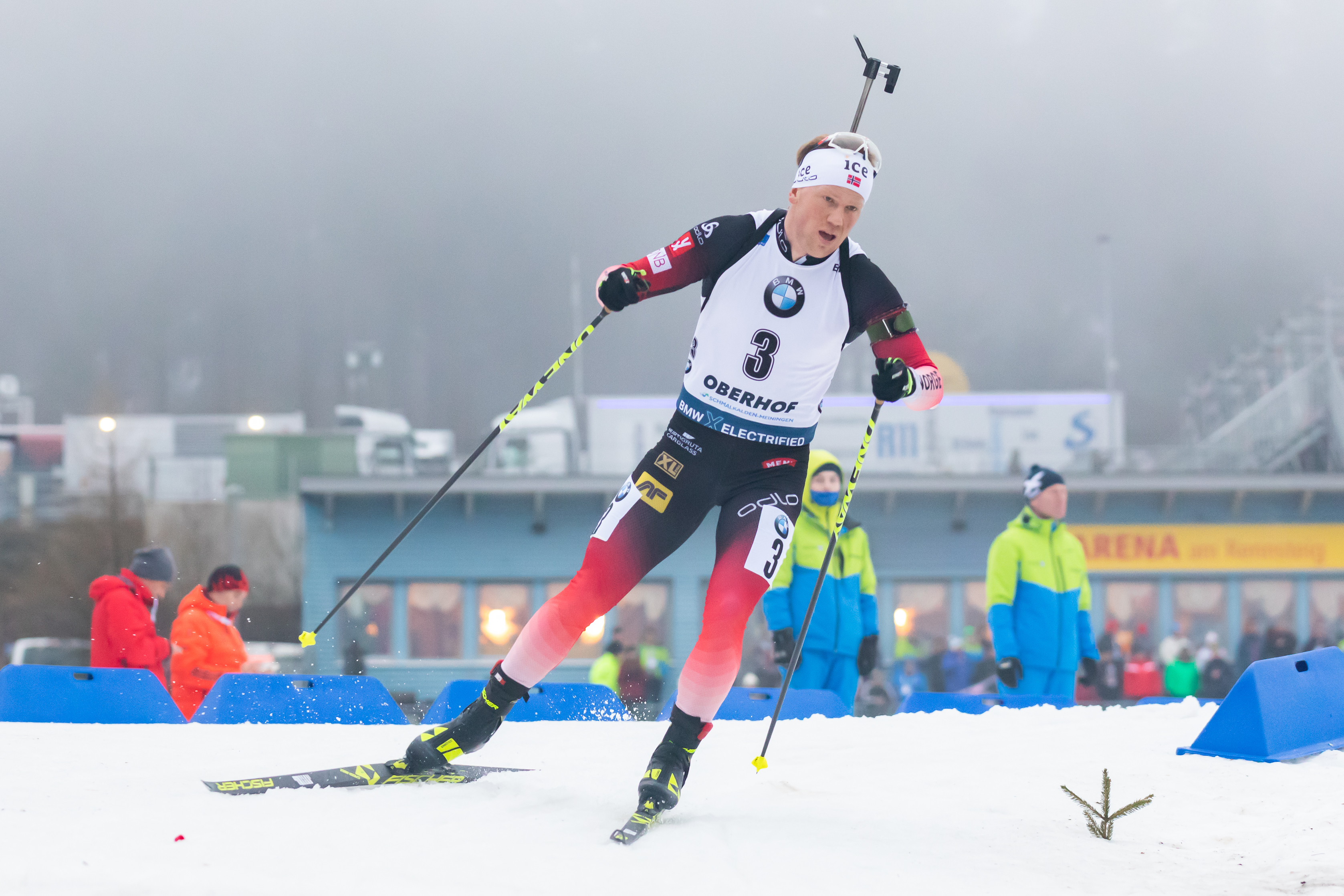
Dale-Skjevdal beim Biathlon-Weltcup 2020 in Oberhof

Dale-Skjevdal gehörte in der Saison 2019/20 erstmals durchgängig zum norwegischen Weltcupaufgebot. Im Laufe des Winters stand er als jüngstes Teammitglied regelmäßig mit der Männerstaffel auf dem Podium: Das Quartett entschied vier Weltcuprennen für sich und gewann bei den Weltmeisterschaften 2020 in Antholz die Silbermedaille. In den Einzelwettkämpfen des Winters platzierte sich Dale-Skjevdal mehrmals unter den besten Zehn und war als Neunter des Gesamtweltcups – hinter den Brüdern Johannes Thingnes und Tarjei Bø – der drittbeste Norweger in dieser Wertung. 
Insbesondere läuferisch zählte Dale-Skjevdal bereits in den ersten Jahren seiner Weltcupkarriere zu den stärksten Athleten im Feld. Beobachter schrieben ihm dafür eine „jugendlich-draufgängerische[…] Alles-oder-nichts-Mentalität“ und Ungeduld am Schießstand zu. Am 11. Dezember 2020 feierte Dale-Skjevdal beim Sprint in Hochfilzen seinen ersten Weltcupsieg: Nach einem Wettkampf ohne Schießfehler hatte er 17,1 Sekunden Vorsprung auf den zweitplatzierten Quentin Fillon Maillet. Im späteren Saisonverlauf stand er bei fünf weiteren Einzelwettbewerben auf dem Podest, darunter bei zwei WM-Rennen 2021 auf der Pokljuka. Dort gewann er nach der Bronzemedaille im 20-Kilometer-Wettkampf zum Abschluss der Weltmeisterschaften Silber im Massenstart. Beide Rennen entschied sein etwa gleichaltriger Teamkollege Sturla Holm Lægreid für sich, mit dem Dale-Skjevdal eine langjährige Trainingsgemeinschaft verband und gegen den er seit Beginn seiner Biathlonlaufbahn in Wettkämpfen antrat. Hinter den Bø-Brüdern, Lægreid und Fillon Maillet beendete Dale-Skjevdal die Weltcupsaison 2020/21 auf Rang fünf des Gesamtklassements.
Im Winter 2021/22 knüpfte Dale-Skjevdal bei den ersten Saisonrennen in Östersund nicht an seine Vorjahresleistungen an und verpasste Platzierungen unter den ersten Zehn. Als Folge wurde er aus dem ersten norwegischen Team herabgestuft. An seiner Stelle erhielten Filip Fjeld Andersen und Sivert Guttorm Bakken im weiteren Saisonverlauf regelmäßige Weltcupeinsätze, während Dale-Skjevdal im IBU-Cup antrat und dort mehrmals auf dem Podium stand. Bei den Europameisterschaften 2022 gewann er neben Erlend Bjøntegaard, Jenny Enodd und Ragnhild Femsteinevik den Titel in der Mixed-Staffel. Im Frühjahr 2022 ordnete das norwegische Trainerteam um Per Arne Botnan Dale-Skjevdal für die Saisonvorbereitung 2022/23 dem B-Kader zu.

### Rückkehr in den Weltcup (seit 2022)
Dale erhöhte in der Vorbereitung auf die Saison 2022/23 sein Trainingspensum deutlich, wobei er sich nach eigener Angabe am Trainingsplan des schwedischen Eisschnelllaufolympiasiegers Nils van der Poel orientierte. Der für den B-Kader verantwortliche Trainer Anders Øverby lobte Dale-Skjevdals Motivation und seine Bereitschaft, an Details zu arbeiten. Zudem begann der Athlet eine Zusammenarbeit mit dem langjährigen Mentaltrainer Ole Einar Bjørndalens, Øyvind Hammer. Nach guten Ergebnissen bei Testwettkämpfen wurde Dale-Skjevdal ins siebenköpfige norwegische Team für den Weltcupauftakt in Kontiolahti berufen. Er behielt seinen Startplatz über den gesamten Winter und feierte beim Massenstart in Le Grand-Bornand am 18. Dezember 2022 seinen zweiten Weltcupsieg in einem Einzelrennen (bei einem norwegischen Dreifacherfolg vor Sturla Holm Lægreid und Johannes Thingnes Bø). Am Ende der Saison belegte er – als fünftbester Norweger – den siebten Rang im Gesamtweltcup. Im Frühjahr 2023 wurde er wieder in den norwegischen Elitekader aufgenommen und startete in der Saison 2023/24 erneut durchgängig im Weltcup. Im Laufe des Winters stand er in insgesamt sechs Weltcup-Einzelrennen auf dem Podest. Er gewann die Verfolgung in Ruhpolding, bei der er sich auf der Schlussrunde von seinen Kontrahenten absetzte und letztlich vor seinen Teamkollegen Christiansen sowie Johannes Thingnes Bø einen norwegischen Dreifachsieg anführte. Im Gesamtweltcup belegte Dale-Skjevdal am Saisonende den dritten Rang hinter beiden Bø-Brüdern.
Zu Beginn der Weltcupsaison 2024/25 verpasste Dale-Skjevdal in Kontiolahti bei den Einzelrennen die ersten 20 Plätze und verlor anschließend als schwächster Norweger seinen Platz im Weltcupteam an Martin Uldal. In den folgenden Monaten feierte er sechs Saisonsiege im IBU-Cup. Er wurde nicht für die Weltmeisterschaften 2025 nominiert, erhielt aber in der zweiten Saisonhälfte wieder Weltcupeinsätze und erreichte unter anderem einen dritten Rang beim Sprint in Oslo.

## Privates
Im Sommer 2023 heiratete Johannes Dale seine Lebensgefährtin Kristina Skjevdal. Er führt seitdem den Doppelnamen Dale-Skjevdal.

## Statistiken

### Weltcupsiege
| Nr. | Datum         | Ort              | Disziplin   |
| --- | ------------- | ---------------- | ----------- |
| 1.  | 11. Dez. 2020 | Hochfilzen       | Sprint      |
| 2.  | 18. Dez. 2022 | Le Grand-Bornand | Massenstart |
| 3.  | 14. Jan. 2024 | Ruhpolding       | Verfolgung  |

| Nr. | Datum         | Ort                  | Disziplin      |
| --- | ------------- | -------------------- | -------------- |
| 1.  | 8. Dez. 2019  | Östersund            | Staffel 1      |
| 2.  | 15. Dez. 2019 | Hochfilzen           | Staffel 1      |
| 3.  | 11. Jan. 2020 | Oberhof              | Staffel 2      |
| 4.  | 7. März 2020  | Nové Město na Moravě | Staffel 3      |
| 5.  | 11. März 2023 | Östersund            | Staffel 4      |
| 6.  | 11. Jan. 2024 | Ruhpolding           | Staffel 5      |
| 7.  | 30. Nov. 2024 | Kontiolahti          | Mixedstaffel 6 |

### Weltcupplatzierungen
Die Tabelle zeigt alle Platzierungen (je nach Austragungsjahr einschließlich Olympische Spiele und Weltmeisterschaften).
- 1.–3. Platz: Anzahl der Podiumsplatzierungen
- Top 10: Anzahl der Platzierungen unter den ersten zehn (einschließlich Podium)
- Punkteränge: Anzahl der Platzierungen innerhalb der Punkteränge (einschließlich Podium und Top 10)
- Starts: Anzahl gelaufener Rennen in der jeweiligen Disziplin
- Staffel: inklusive Mixed- und Single-Mixed-Staffeln

| Platzierung                    | Einzel | Sprint | Verfolgung | Massenstart | Staffel | Gesamt |
| ------------------------------ | ------ | ------ | ---------- | ----------- | ------- | ------ |
| 1. Platz                       |        | 1      | 1          | 1           | 7       | 10     |
| 2. Platz                       |        | 1      | 2          | 5           | 6       | 14     |
| 3. Platz                       | 1      | 1      | 2          |             | 3       | 7      |
| Top 10                         | 7      | 20     | 16         | 13          | 18      | 74     |
| Punkteränge                    | 15     | 38     | 30         | 22          | 18      | 123    |
| Starts                         | 17     | 40     | 31         | 22          | 18      | 128    |
| Stand: nach der Saison 2024/25 |        |        |            |             |         |        |

### Weltmeisterschaften
Ergebnisse bei Biathlon-Weltmeisterschaften:
| Weltmeisterschaft | Weltmeisterschaft | Einzel | Sprint | Verfolgung | Massenstart | Staffel | Mixedstaffel | Single-Mixedstaffel |
| Jahr              | Ort               | Einzel | Sprint | Verfolgung | Massenstart | Staffel | Mixedstaffel | Single-Mixedstaffel |
| ----------------- | ----------------- | ------ | ------ | ---------- | ----------- | ------- | ------------ | ------------------- |
| 2020              | Antholz           | 9.     | 23.    | 17.        | 8.          | 2.      | –            | –                   |
| 2021              | Pokljuka          | 3.     | 4.     | 11.        | 2.          | –       | –            | –                   |
| 2023              | Oberhof           | 47.    | 4.     | 7.         | 11.         | –       | –            | –                   |
| 2024              | Nové Město        | 30.    | 7.     | 4.         | –           | –       | –            | –                   |